# Presidente Dutra (tiểu vùng)
Presidente Dutra là một tiểu vùng thuộc bang Maranhão, Brasil. Tiều vùng này có diện tích 6724 km², dân số năm 2007 là 176659 người.